# Ichneumon intricator
Ichneumon intricator är en stekelart som beskrevs av Wesmael 1855. Ichneumon intricator ingår i släktet Ichneumon och familjen brokparasitsteklar. Inga underarter finns listade i Catalogue of Life.